# 伊藤正一
伊藤 正一（いとう しょういち、1895年5月15日 - 1969年9月15日）は、日本の会計学者。ドイツ会計学専攻。成城大学学長代行等を務めた。

## 人物・経歴
高知県高知市生まれ。1913年高知商業学校（現高知市立高知商業高等学校）卒業。1917年東京高等商業学校（現一橋大学）卒業。1920年同専攻部卒業。三菱合資会社入社後、三井物産入社。オランダ領東インドやハワイでの勤務や、青山学院教諭を経て、1926年高岡高等商業学校（現富山大学経済学部）教授に就任。1927年から2年間文部省在外研究員としてドイツ、フランスに留学し会計学を修めた。
1931年横浜専門学校（現神奈川大学）教授。1938年日本通運に入社し、同社の会計組織の確立に尽力した。1950年成城大学教授。成城大学経済学部長、成城大学学長事務取扱、成城大学学長臨時代理等を歴任し、1964年成城大学定年退職、千葉商科大学教授。1966年駒澤大学教授。専門は会計学で、ドイツ・マルク貸借対照表の研究の日本における第一人者とされた。1969年世田谷区砧地域の自宅で急逝。享年74。

## 著作

### 著書
- 『商業簿記講話』博文館 1922年
- 『現代商業講話』日本評論社 1923年
- 『通俗現代商業講話』日本評論社出版部 1923年
- 『現代商工実務の学び方 商業篇』日本評論社 1924年
- 『現代商工実務の学び方 工業篇』（土田清次と共著）日本評論社 1924年
- 『商業簿記要網』博文館 1932年
- 『商業算術提要』（久武雅夫と共著）巌松堂書店 1934年
- 『運送業会計』東洋出版社 1935年
- 『商業簿記概要』 巌松堂書店 1935年
- 『工業原価計算及び会計』巌松堂 1937年
- 『受験参考簿記計算問題精解』巌松堂書店 1948年
- 『簿記計算問題精解』巌松堂書店 1951年
- 『簿記会計の一般的基礎』税務経理協会 1953年
- 『新らしい税務簿記』中央経済社 1953年
- 『貸借対照表の特殊研究』税務経理協会 1953年
- 『簿記論』税務経理協会 1957年
- 『ドイツ・マルク貸借対照表の研究 : その会計的側面よりするもの』成城大学経済学会 1961年
- 『大学入門簿記』税務経理協会 1962年

### 訳書
- ニコルソン, ロールバッハ他著『原価計算論』巌松堂書店 1927年
- レオン・ゴンベルグ著『会計学方法論』巌松堂書店 1944年